# Xylosybra fasciculosa
Xylosybra fasciculosa là một loài bọ cánh cứng trong họ Cerambycidae.